# Хазем ел Беблави
Хазем ел Беблави (арап. حازم عبد العزيز الببلاوى‎; Каиро, 17. октобар 1936) египатски је политичар био је вршилац дужности премијера Египта од 16. јула 2013 до 1. марта 2014 године, односно након свргавања Мохамеда Морсија. Пре тога је био заменик премијера и министар финансија. Дипломирао је право на Универзитету у Каиру 1957. године.